# Olișcani
Olișcani è un comune della Moldavia situato nel distretto di Șoldănești di 3.025 abitanti al censimento del 2004.